# Liste der Biografien/Schly
Liste der Biografien |
Portal Biografien |
Personensuche
# |
A |
B |
C |
D |
E |
F |
G |
H |
I |
J |
K |
L |
M |
N |
O |
P |
Q |
R |
S |
T |
U |
V |
W |
X |
Y |
Z |
?
 
Sa |
Sb |
Sc |
Sd |
Se |
Sf |
Sg |
Sh |
Si |
Sj |
Sk |
Sl |
Sm |
Sn |
So |
Sp |
Sq |
Sr |
Ss |
St |
Su |
Sv |
Sw |
Sy |
Sz
 
Sca–Sce |
Sch |
Sci–Scz
 
Scha |
Schc |
Schd |
Sche |
Schg |
Schi |
Schj |
Schk |
Schl |
Schm |
Schn |
Scho |
Schp |
Schr |
Schs |
Scht |
Schu |
Schv |
Schw |
Schy
 
Schla |
Schle |
Schli |
Schlj |
Schlo |
Schlu |
Schly
Die Liste der Biografien führt alle Personen auf, die in der deutschsprachigen Wikipedia einen Artikel haben. Dieses ist eine Teilliste mit 5 Einträgen von Personen, deren Namen mit den Buchstaben „Schly“ beginnt.

## Schly

### Schlya
- Schlya, Alfred (* 1935), deutscher Schachfunktionär

### Schlyk
- Schlykowa-Granatowa, Tatjana Wassilewna (1773–1863), russische Balletttänzerin und Opernsängerin

### Schlys
- Schlyssleder, Adolph (1909–1995), deutscher Filmeditor, Regieassistent und Regisseur

### Schlyt
- Schlyter, Carl (* 1968), schwedischer Politiker, MdEP
- Schlyter, Carl Johan (1795–1888), schwedischer Rechtsgelehrter, Rechtshistoriker und Hochschullehrer